# Masdevallia schmidt-mummii
Masdevallia schmidt-mummii är en orkidéart som beskrevs av Carlyle August Luer och Rodrigo Escobar. Masdevallia schmidt-mummii ingår i släktet Masdevallia och familjen orkidéer. Inga underarter finns listade i Catalogue of Life.

## Bildgalleri

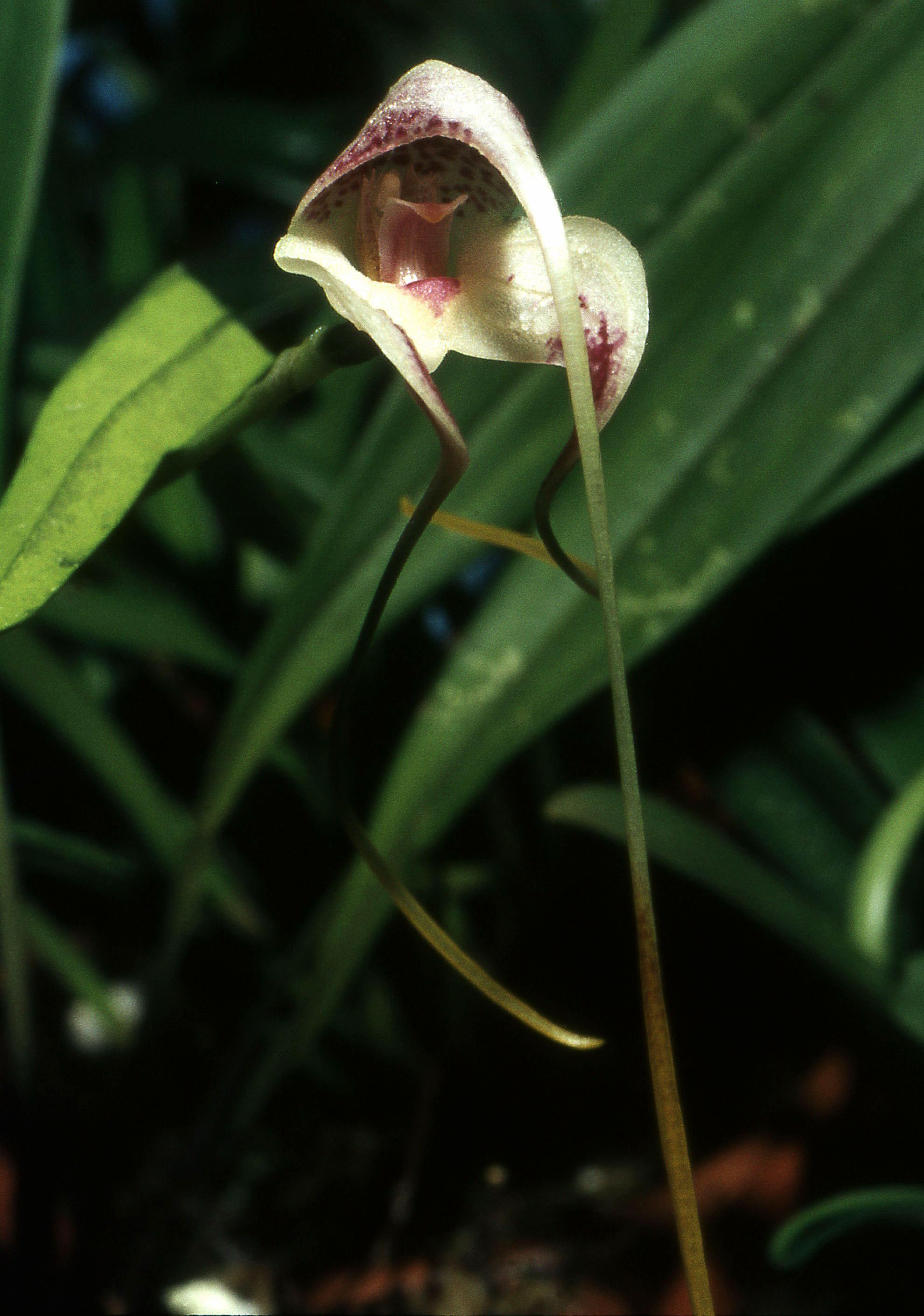
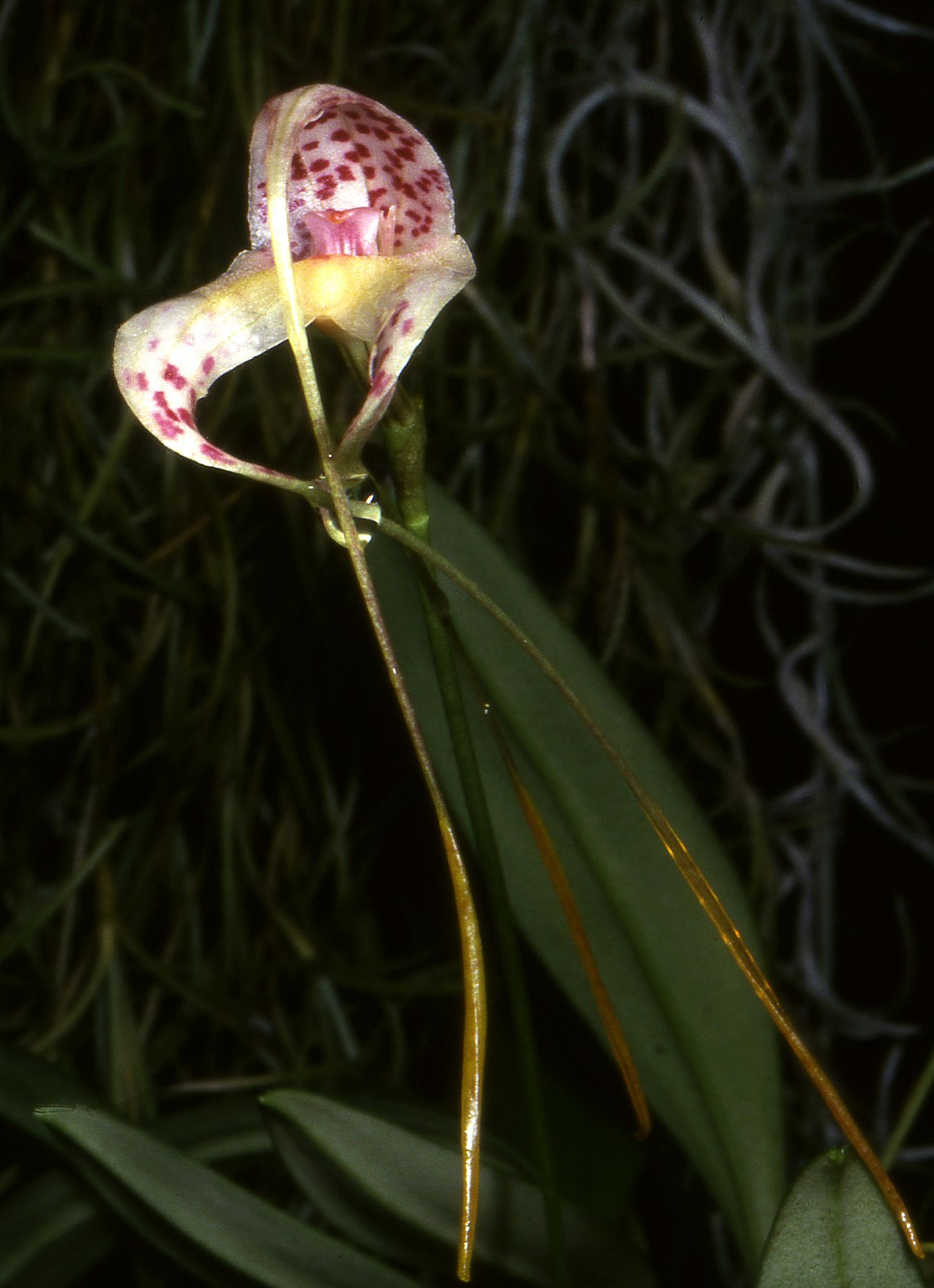
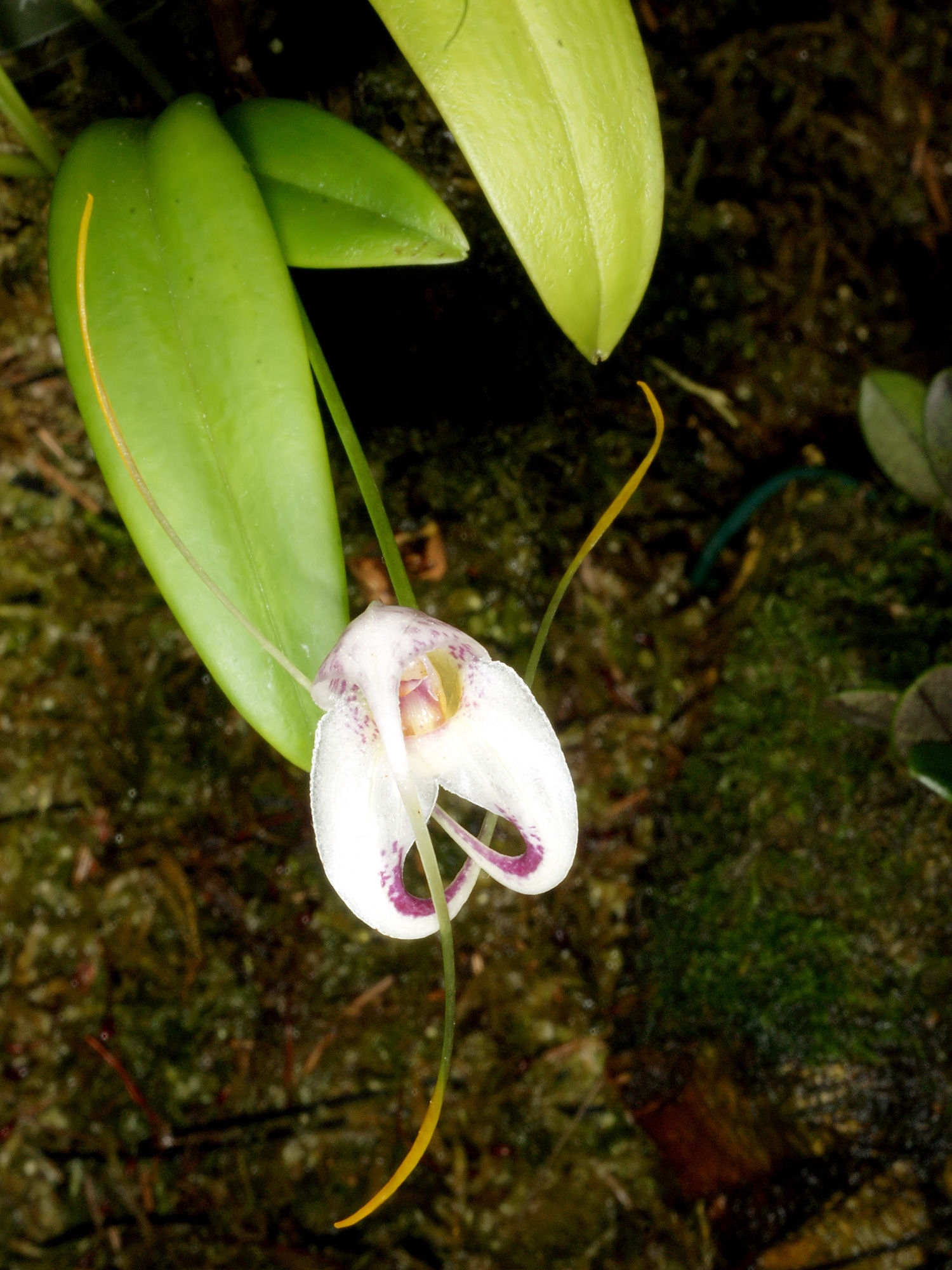